# Hoesch-Gasometer
Der Hoesch-Gasometer ist ein ehemaliger Niederdruckgasbehälter der Hoesch AG in Dortmund.

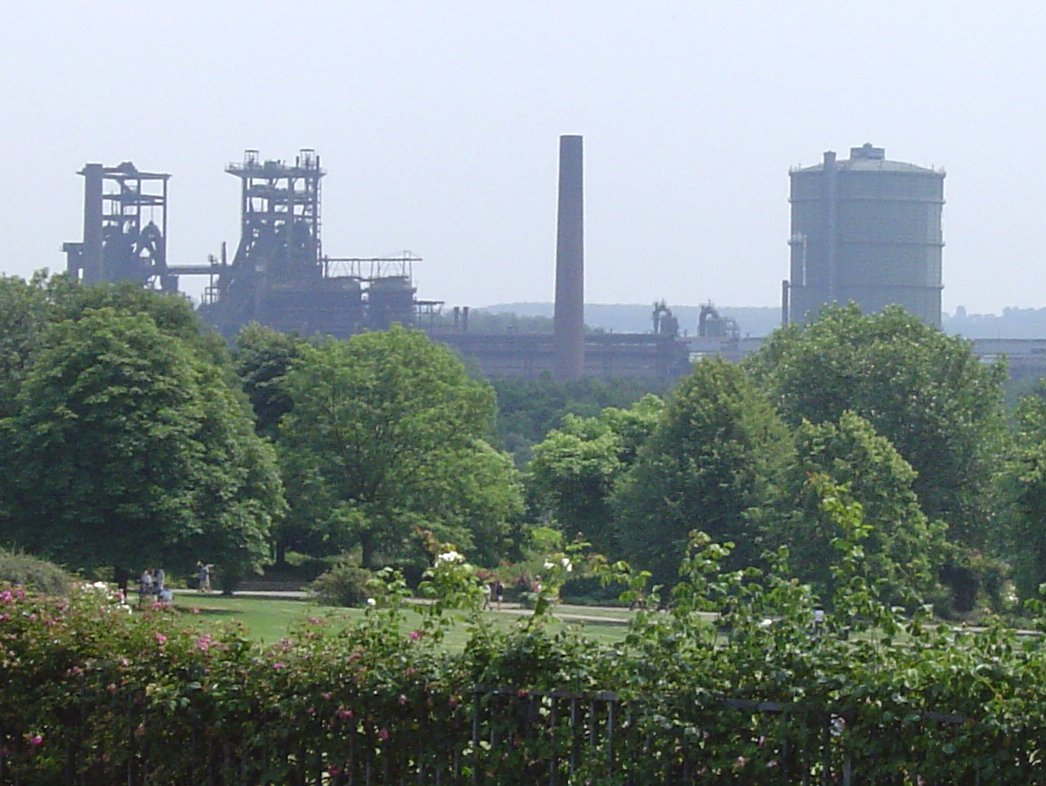
Blick auf den Gasometer über den Westfalenpark

Die weithin sichtbare Landmarke im Dortmunder Stadtteil Hörde war Teil der Industrieanlagen der Phoenix-West und diente zur Speicherung von Kokerei- und Hochofengas. In ihm wurde das in unterschiedlichen Mengen anfallende Gichtgas der Hochöfen Phoenix-West aufgefangen und gespeichert. Bis 1964 diente er auch dazu, das Gas der auf dem Gelände vorhandenen Kokerei zu speichern. Nach der Stilllegung dieser Kokerei wurden entlang der Emscher Rohrleitungen zur Kokerei Hansa im Stadtteil Huckarde gelegt. Ab 1966 diente der Gasometer dann auch zur Speicherung des auf Hansa anfallenden Kokereigases.
Der 76,5 Meter hohe Gasometer hat einen Durchmesser von 49 Metern und besitzt ein Fassungsvermögen von 120.000 m³. Wie bei Niederdruckgasbehältern üblich, schwebt eine Deckenscheibe je nach Füllmenge in unterschiedlicher Höhe auf dem Inhalt des Behälters.
Nach der endgültigen Stilllegung der Hochofenanlagen wurde das Industrieareal abgerissen. Der Gasometer blieb erhalten und steht seit März 2002 mit den übrigen Anlagen des ehemaligen Werks Phoenix-West in der Denkmalliste der Stadt Dortmund. Der Hoesch-Gasometer ist Teil der Route der Industriekultur.